# 徳之島警察署
徳之島警察署（とくのしまけいさつしょ）は、鹿児島県大島郡徳之島町、伊仙町、天城町を管轄区域とする鹿児島県警察所轄の警察署。

## 概要
- 管内人口 : 22,344人
- 管内世帯数 : 10,123世帯

2018年（平成30年）12月1日現在
- 管内面積 : 248.03 km2

2018年（平成30年）10月1日現在

## 組織
- 署長
  - 次長
    - 警務課
    - 会計課
    - 地域課
    - 交通課
    - 生活安全刑事課
    - 警備課

## 交番・駐在所

### 交番
徳之島町
- 徳之島交番

### 駐在所
徳之島町
- 花徳駐在所

伊仙町
- 伊仙駐在所
- 犬田布駐在所

天城町
- 松原駐在所
- 平土野駐在所